# Elatostema reticulatum
Elatostema reticulatum är en nässelväxtart som beskrevs av Hugh Algernon Weddell. Elatostema reticulatum ingår i släktet Elatostema och familjen nässelväxter. Inga underarter finns listade i Catalogue of Life.